# أسفل ساحب

تعديل مصدري - تعديل

اسفل ساحب هي إحدى قرى عزلة سرار بمديرية سرار التابعة لمحافظة أبين، بلغ تعداد سكانها 34 نسمة حسب تعداد اليمن لعام 2004.